# 어뢰정지도자
어뢰정지도자(독일어: Führer der Torpedoboote; F.d.T)는 독일 황립해군, 국가해군, 전쟁해군에 존재한 보직이다.
1907년 대양함대를 조직할 때 어뢰정지도자 보직도 설치되었다. 제1어뢰정지도자와 제2어뢰정지도자의 두 명이 있었는데, 제1차 세계대전 당시 제1F.d.T는 전투함대에 배속된 어뢰정을, 제2F.d.T는 정찰 임무를 맡은 어뢰정을 담당했다. 전쟁이 끝난 뒤인 1919년 폐지되었다.
이후 전간기 1933년 10월 재설치되었으며 그 청사를 슈비네뮌데에 두었다. 새로이 설치된 어뢰정지도자는 과거 제1, 2어뢰정지도자의 임무를 모두 계승했고, 어뢰정 뿐 아니라 구축함과 고속정까지 자신의 소관에 두었다. 1939년 11월 구축함지도자가 신설되면서 어뢰정지도자는 어뢰정과 고속정만을 관할하게 되었다.
어뢰정지도자는 1942년 4월 19일 폐지되었다. 어뢰정들은 구축함지도자의 소관 하에 들어갔고 고속정들은 신설된 고속정지도자의 소관 하에 들어갔다. 

## 역대 어뢰정지도자

### 제국해군 제1어뢰정지도자
| 1. | 1914년 3월 - 1914년 8월 28일      | 후방제독 레베레흐트 마스   |
| 2. | 1914년 9월 6일 - 1016년 4월 3일   | 주력함장 요하네스 하르토크 |
| 3. | 1916년 4월 14일 - 1917년 6월 4일  | 주력함장 안드레아스 미헬젠 |
| 4. | 1917년 6월 5일 - 1918년 11월 30일 | 준제독 파울 하인리히       |

### 제국해군 제2어뢰정지도자
| 1. | 1014년 8월 1일 - 1914년 8월 28일   | 주력함장 요하네스 하르토크  |
| 2. | 1914년 9월 6일 - 1915년 10월 28일  | 주력함장 카를 폰 레슈토르프 |
| 3. | 1916년 11월 12일 - 1916년 4월 3일  | 주력함장 막스 쾨흐너        |
| 4. | 1916년 4월 - 1917년 6월 4일        | 준제독 파울 하인리히        |
| 5. | 1917년 6월 5일 - 1917년 11월 28일  | 주력함장 한스 에베리우스    |
| 6. | 1917년 11월 29일 - 1918년 7월 23일 | 주력함장 루돌프 마들룽      |
| 7. | 1918년 7월 23일 - 1918년 11월 30일 | 호위함장 한스 콰에트파슐렘  |

### 전쟁해군 어뢰정지도자
| 1.   | 1933년 10월 - 1934년 10월           | 호위함장 쿠르트 프리케   |
| 2.   | 1934년 10월 - 1937년 9월            | 주력함장 오스카르 쿠메츠 |
| 3.   | 1937년 10월 8일 - 1939년 10월 20일  | 후방제독 귄터 뤼첸스     |
| 대행 | 1939년 10월 21일 – 1939년 10월 25일 | 빌헬름 마이젤            |
| 4.   | 1937년 10월 24일 - 1939년 10월 29일 | 주력함장 프리드리히 본테 |
| 5.   | 1939년 11월 - 1942년 2월            | 주력함장 한스 뷔토프     |

## 참고 자료
- Friedrich Facius, Hans Booms, Heinz Boberach: Das Bundesarchiv und seine Bestände (= Schriften des Bundesarchivs. Bd. 10). 3., ergänzte und neu bearbeitete Auflage, von Gerhard Granier, Josef Henke, Klaus Oldenhage. Boldt, Boppard 1977, ISBN 3-7646-1688-1, S. 301.
- Hans H. Hildebrand, Albert Röhr, Hans-Otto Steinmetz: Die deutschen Kriegsschiffe. Biographien. Ein Spiegel der Marinegeschichte von 1815 bis zur Gegenwart. Band 5: Geschichtlicher Überblick. Schiffsbiographien von Kaiser bis Lütjens. Mundus, Ratingen o. J. (1997 ?), S. 223.